# Władca północy
Władca północy (ang. Emperor of the North Pole) – amerykański przygodowy film akcji z 1973 roku w reżyserii Roberta Aldricha.
Film przedstawia historię walki dwóch włóczęgów podczas Wielkiego Kryzysu w Oregonie, którzy stawiają czoła okrutnemu konduktorowi pociągu znanemu z tego, że żaden włóczęga nie przejechał się na gapę jego składem. Scenariusz jest w znacznym stopniu inspirowany wspomnieniami z podróży The Road (1907) Jacka Londona, oraz dziennikiem z podróży From Coast to Coast with Jack London (1917) Leona Raya Livingstona.

## Fabuła
W roku 1933 włóczędzy i bezrobotni przemierzają kraj koleją w poszukiwaniu pracy i szansy na lepsze życie. W Oregonie postrachem włóczęgów jest Shack, władczy kierownik pociągu towarowego przewoźnika kolejowego Oregon, Pacific and Eastern Railway, bezwzględnie eliminujący każdego wagabundę przyłapanego na jeździe na gapę. Do pociągu Shacka wskakuje bezdomny zwany A-No.-1. Tuż za nim podąża młodszy, mniej doświadczony włóczęga Cigaret. Shack zamyka ich w wagonie bydlęcym od zewnątrz. Uświadomiwszy sobie ich trudne położenie, A-No.-1 podpala pokładowy ładunek siana. Gdy pociąg zatrzymuje się na najbliższej stacji kolejowej, aby pracownicy pomogli ugasić pożar, A-No.-1 wyskakuje z wagonu. Robi to też Cigaret, ale łapią go robotnicy kolejowi.
Cigaret przechwala się, że to on podpalił wagon. Imponuje to robotnikom, gdyż nielubiany przez nich Shack znany jest z tego, że do tej pory żaden wagabunda nie przejechał się na gapę jego składem. Wysyłają pijaka Ginka, aby rozgłosił wiadomość w lokalnym postoju włóczęgów, że Cigaret jest tym, który w końcu pokonał Shacka. Obecny jest tam A-No.-1 odwiedzający swojego starego kumpla Smile’a. Słysząc, że Cigaret przypisuje jego wyczyn, oburzony postanawia pojechać pociągiem Shacka aż do Portland, aby udowodnić, że tylko on jest w stanie pokonać kierownika i tym samym zdobyć tytuł „Władcy północy”. W międzyczasie Shack konfrontuje Cigareta z jego przechwałkami. Dowiedziawszy się o planach A-No.1, pracownicy kolei stawiają na niego zakłady.
Mglistego poranka, nie chcąc pozwolić A-No.-1 wsiąść do pociągu, Shack przyspiesza na stacji kolejowej. Jednak jeden z włóczęgów otwiera zamek na rozjeździe, co ułatwia A-No.-1 wejście do pociągu przerzuconego na odgałęzienie linii. Następnie A-No.-1 odłącza lokomotywę i tender od wagonów towarowych, aby trzymać Shacka na dystans. Shack ostrzega A-No.-1, że ten wybryk spowoduje śmierć 10 osób, gdyż za kilka minut przejedzie pospieszny pociąg pocztowy. Wspólnie z maszynistą Hoggerem i palaczem Coalym desperacko wprawia pociąg w ruch i ledwo udaje im się wjechać na bocznicę, o włos unikając katastrofalnej kolizji z pociągiem pocztowym. A-No.-1 chowa się w pustej metalowej rurze na wagonie-platformie. Po opadnięciu mgły odkrywa, że Cigaret ukrywa się w sąsiedniej rurze.
Cigaret również zamierza dojechać do Portland i wygrać z A-No.-1. Hamulcowy Cracker dostrzega spadający kapelusz Cigareta i pociąg zatrzymuje się na wysokiej estakadzie, aby znaleźć pasażerów na gapę. W obawie przed odkryciem, Cigaret schodzi po estakadzie. Odkrywa, że A-No.-1 już odpoczywa na stosie śmieci na dnie wąwozu. Wskakują ponownie na pociąg, ale Shack to zauważa i zrzuca włóczęgów. Zrezygnowani wracają na śmietnik, gdzie zbierają kubły ze smarem i pokrywają nim szyny. W ten sposób spowalniają nadjeżdżający pociąg pasażerski i dostają się na jego dach. Po drodze mijają mający postój pociąg Shacka, na który zamierzają wsiąść na stacji w Salem. Tam A-No.-1 i Cigaret wykradają indyka i są ścigani przez policjanta aż do obozowiska tutejszych włóczęgów.
A-No.-1, mając dość pustych słów Cigareta, mówi mu że ma zadatki na dobrego włóczęgę, ale musi się słuchać się bardziej doświadczonych kolegów. A-No.-1 uczestniczy na pobliskim nabożeństwie chrztu zanurzeniowego, a w tym czasie Cigaret kradnie dla obojgu ubrania na zmianę. Zatrzymująca się w Salem załoga pociągu Shacka widzi na wieży ciśnień napis o zamiarze przejechania ich składem do Portland. Shack każe wyjechać z stacji z normalną prędkością, umożliwiając włóczęgom łatwe wejście na pokład. Chce rozprawić z nimi raz na zawsze. Znów używa jednego ze swych sposobów, by zrzucić z podwozia włóczęgów. Widząc, że Cigaret celowo mu nie pomaga, A-No.-1 odpycha dźwignię zwalniających ciśnienie w przewodach hamulcowych, powodując szybkie zatrzymanie pociągu i tym samym śmierć Crackera w brankardzie, przez złamanie karku i poparzenie się Coaly’ego od węgla.
Kulejący Cigaret znajduje A-No.-1 opatrującego rany w pobliżu stawu i przechwala się, że to on zostanie „Władcą północy”. Ponownie wsiada do pociągu, ale natychmiast wycofuje się ze strachu przed dzierżącym młot Shackiem. Gdy Shack ma zadać śmiertelny cios, pojawia się A-No.-1. Rozpoczyna się pojedynek A-No.-1 z Shackiem z udziałem ciężkiego łańcucha, desek i topora strażackiego. Po ciężkiej walce A-No.-1 wyrzuca Shacka z pociągu. Nie mogąc pogodzić się z przegraną Shack krzyczy, że nie jest to ostatni raz, gdy się widzą. Gdy Cigaret przechwala się, jak „razem” pokonali Shacka, głęboko zirytowany A-No.-1 także i jego wyrzuca z pociągu. Gdy pojazd kieruje się do Portland, A-No.-1 krzyczy do Cigareta, że nigdy nie będzie dobrym włóczęgą, gdyż nie ma do tego serca.

## Obsada
Opracowano na podst. materiału źródłowego:

- Lee Marvin – A-No.-1
- Ernest Borgnine – Shack
- Keith Carradine – Cigaret
- Charles Tyner – Cracker
- Matt Clark – Leach
- Liam Dunn – Smile
- Simon Oakland – policjant w Salem
- Malcolm Atterbury – Hogger
- Elisha Cook Jr. – Gray Cat
- Harry Caesar – Coaly
- Vic Tayback – robotnik kolejowy
- Hal Baylor – pomocnik robotnika kolejowego
- Jack Collins – dyspozytor kolejowy
- Edward McNally – recepcjonista kolejowy
- Joe Di Reda – Ringer
- Robert Foulk – konduktor pociągu pasażerskiego
- James Goodwin – Fakir
- Raymond Guth – kaznodzieja
- Diane Dye – dziewczyna przyjmująca chrzest
- Sid Haig – Grease Tail
- Karl Lukas – Pokey Stiff
- John Steadman – Stew Bum
- Dave Willock – Groundhog
- Wayne Sutherlin – Gink

## Produkcja
Władca północy był pomyślany jako film reżyserowany przez Sama Peckinpaha, jednak Peckinpah po trzech latach próbując dać projektowi zielone światło, został od niego odsunięty. Scenariusz został zaproponowany Robertowi Aldrichowi, który do głównej roli zatrudnił Lee Marvina, z którym pracował przy Parszywej dwunastce (1967). Do roli antagonisty zatrudniony został Ernest Borgnine, który rozpoczął pracę tuż zakończeniu zdjęć do Tragedii „Posejdona” (1972). Oparł swoją postać na aktorze Jacku Elamie, z którym pracował przy Vera Cruz (1954) i Hannie Caulder (1971). 
Film został nakręcony w miejscowości Cottage Grove w stanie Oregon i wzdłuż aktywnego pierwszeństwa przejazdu Oregon, Pacific and Eastern Railway. Willis Kyle, prezes przewoźnika kolejowego w 1972 roku, po porozumieniu z gubernatorem Oregonu Tomem McCallem i 20th Century Fox, udzielił wytwórni filmowej nieograniczonego dostępu do pojazdów szynowych i swych linii. 

## Odbiór
Film okazał porażką finansową, co zaskoczyło Roberta Aldricha. W 1977 roku w wywiadzie z Stuartem Byronem wyznał: „Myślałem, że symbole są bardzo jasne. Nigdy nie przyszło mi do głowy, że widzowie przegapią jego relacje – że Borgnine to establishment, Marvin to indywidualista przeciwny establishmentowi, a Keith Carradine to oportunistyczny młodzieniec, który sprzeda się za wszystko, co będzie dla niego najwygodniejsze. Nigdy nie myślałem, że ludzie nie będą kibicować postaci Marvina. Myślałem, że wszyscy powiedzą: »Rozumiem, kim jest Marvin. Próbuje nie dać się poddać reżimowi, represjom odmawiającyh jego praw, a ja jestem za nim«. I nikt nie był. To po prostu nie miało miejsca. Nikogo to nie obchodziło”. 
Quentin Tarantino napisał później: „Teoretycznie Aldrich powinien być idealny dla Władcy północy. Jednak zamiast reżyserii umięśnionego, zardzewiałego młota z pazurami, jakiej można oczekiwać od wielkiego mężczyzny, Aldrich oddaje się banalnym teatrom z lat trzydziestych. Film bardziej przypomina musical Damona Runyona o włóczęgach niż rejwach typu łom kontra łańcuch, który MGM sprzedawało publiczności”.
Ernest Borgnine uważał Władcę północy za jeden swoich ulubionych filmów, w których wystąpił.

## Dziedzictwo
Shack był główną inspiracją do Naznaczonego Króla, głównego antagonisty filmu Godzilla i Kong: Nowe imperium (2024) z udziałem Godzilli i King Konga. Reżyser filmu, Adam Wingard oparł walki Naznaczonego Króla, uzbrojonego w kostny bicz, z Kongiem, uzbrojonym w topór, na finałowym pojedynku we Władcy północy: „Rzecz, która dla mnie zawsze się wyróżniała to wspaniała bitwa na końcu filmu, w której Ernest Borgnine ma łańcuch, którym wymachuje oraz Lee Marvin ma topór. I to zachwycająca walka (...). Jest to coś, co chciałem ujrzeć w skali 300 stóp”.